# Fibronektin
Fibronektin (von lateinisch: fibra für „Faser“; nexus für „Verknüpfung“) ist ein Glykoprotein der extrazellulären Matrix, das in vielen physiologischen Abläufen, unter anderem in der Gewebsreparatur, der Embryogenese, der Hämostase sowie in der Zellmigration und -adhäsion eine wichtige Rolle spielt. Es fördert auch als unspezifisches Opsonin die Bindung von Antigenen an Phagozyten. Es kommt auch intrazellulär (in Thrombozyten) vor. Mutationen im FN1-Gen können zu einer Glomerulopathie (GFND2) oder zum Ehlers-Danlos-Syndrom Typ X führen.

## Struktur
Fibronektin ist ein Heterodimer aus zwei stabförmigen Polypeptidketten, welche nahe am C-terminalen Ende durch Disulfidbrücken zusammengehalten werden. Bisher wurden mehr als 20 verschiedene Isoformen gefunden, die durch Alternatives Spleißen der mRNA eines einzigen Gens erzeugt werden. Eine einzelne Fibronektin-Polypeptidkette (~ 230 kDa) besteht aus einer Vielzahl von Domänen (ca. 40–90 Aminosäuren), die aufgrund ihrer Homologie in die Strukturtypen I, II, und III eingeteilt werden. 
Um seine Funktionen (siehe unten) erfüllen zu können, enthält Fibronektin Bindungsregionen für Fibrin, Heparin und Kollagen sowie eine Zellbindungsregion.

## Expression und Funktion
Fibronektin wird im Wesentlichen an zwei Orten und zwei Arten gebildet:
- in der Leber wird die lösliche Variante des Plasma-Fibronektins synthetisiert und ins Blutplasma abgegeben. Dort spielt es eine wichtige Rolle in der Wundheilung und Blutgerinnung, wo Fibronektin in das Fibrin-Gerinnsel eingebaut wird, um so durch Bindung von Keratinozyten, Fibroblasten und Zellen des Immunsystems die Gewebsregeneration zu beschleunigen.
- Fibroblasten wie auch Chondrozyten, Endothelzellen und Makrophagen bilden hingegen unlösliches Fibronektin, welches sie in die extrazelluläre Matrix einlagern. Dieses Fibronektin besitzt einerseits eine Art Brückenfunktion zwischen Kollagenfibrillen und anderen Molekülen der extrazellulären Matrix, andererseits dient es als Adhäsionsmolekül für verschiedene Zellen während diese wandern. Die Eigenschaft, Zellen mit der extrazellulären Matrix zu verbinden, brachte Fibronektin anfangs den Namen Zellkleber ein.

In der neueren Forschung gibt es Hinweise, dass Fibronektin auch bei der Anheftung von Metastasen beteiligt sein könnte.

## Fetales Fibronektin
Fetales Fibronektin (fFN) ist eine der Isoformen des Fibronektins. Es wird von den Trophoblasten sezerniert und dient dem Verkleben von Chorion und Dezidua. 
Während in der Frühschwangerschaft der Nachweis von fetalem Fibronektin als normal gilt, kann es den späteren Schwangerschaftsphasen eine bevorstehende Geburt oder Frühgeburt anzeigen.